# 로버트 브랜덤
로버트 보이스 브랜덤(영어: Robert Boyce Brandom, 1950년 3월 13일 ~ )은 미국의 철학자이다. 피츠버그 대학교에 재직하고 있다. 주로 언어 철학, 심리 철학, 철학적 논리 분야에서 작업하고 있으며, 그의 작업은 이러한 주제에 대한 체계적이고도 역사적인 관심을 나타내고 있다. 브랜덤은 자신의 저작에서 사회적인 규범이 지배하는 언어적 항목의 용도 측면에서 그 의미를 설명하려는, 최초의 전적으로 체계적이고도 기술적으로 엄격한 시도를 선보이며, 그럼으로써 사유의 고의성과 행동의 합리성에 대한 비표상주의적 설명을 제공한다.
브랜덤의 철학은 넓게는 미국의 실용주의적 전통의 일부로 여겨지고 있으며, 그의 작업은 윌프리드 셀러스, 리처드 로티 등으로부터 강한 영향을 받았다.